# Ścięgna (Łódź)
Pour les articles homonymes, voir Ścięgna.
Ścięgna (prononciation [ˈɕt͡ɕeŋɡna]) est un village de la gmina de Rząśnia, du powiat de Pajęczno, dans la voïvodie de Łódź, situé dans le centre de la Pologne.
Il se situe à environ 7 kilomètres à l'est de Rząśnia (siège de la gmina), 13 kilomètres au nord-est de Pajęczno (siège du powiat) et 67 kilomètres au sud de Łódź (capitale de la voïvodie).
Sa population s'élevait à 12 habitants en 2011.

## Administration
De 1975 à 1998, le village était attaché administrativement à l'ancienne voïvodie de Piotrków.

Depuis 1999, il fait partie de la nouvelle voïvodie de Łódź.